# Palazzo Caetani (Cisterna di Latina)

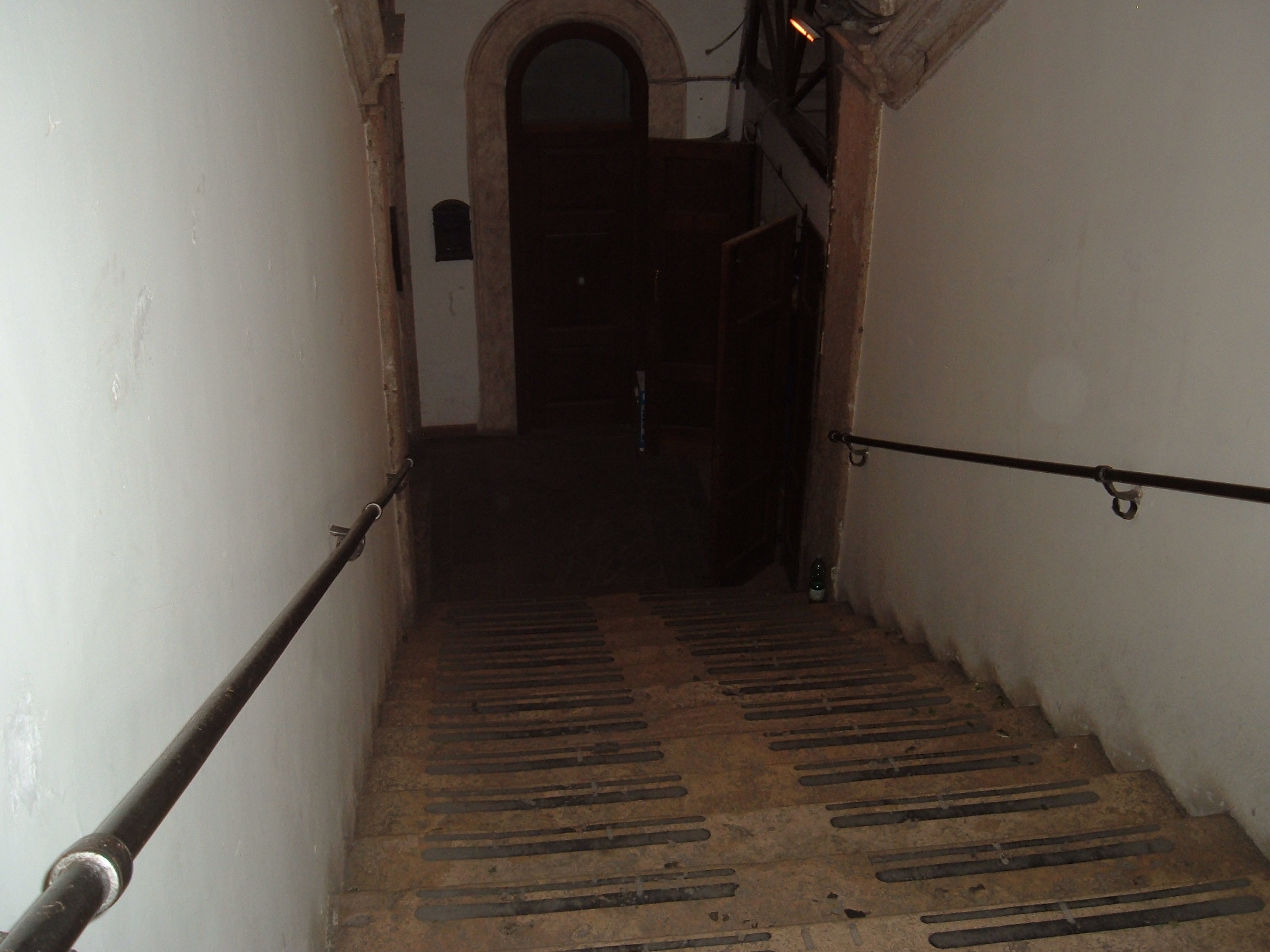
La scalinata interna di Palazzo Caetani

Il Palazzo Caetani di Cisterna di Latina fu costruito nel 1560, per volontà di Bonifacio Caetani, e venne ultimato nel 1574. Il palazzo, i cui lavori furono diretti dall'architetto Francesco da Volterra fu fatto erigere sulle rovine dell'antica rocca dei Frangipane, di cui ha inglobato una torre quadrata in pietra, l'unico edificio sfuggito alle devastazioni precedenti.
I Caetani ne fecero la loro residenza principale per il dominio sui loro latifondi nelle paludi pontine e chiamarono ad abbellire la residenza diversi artisti come i fratelli Federico e Taddeo Zuccari, Girolamo Siciolante da Sermoneta e Stefano Duperac.
Non ha una pianta completamente regolare, in quanto ha inglobato l'antica torre e ha dovuto seguire la conformazione ondulata del terreno. Comprende due torri e un  cortile quadrato interno, pavimentato a selci.
Buona parte del palazzo è crollato sotto le bombe della seconda guerra mondiale e in molti tratti, è stato irrimediabilmente danneggiato.

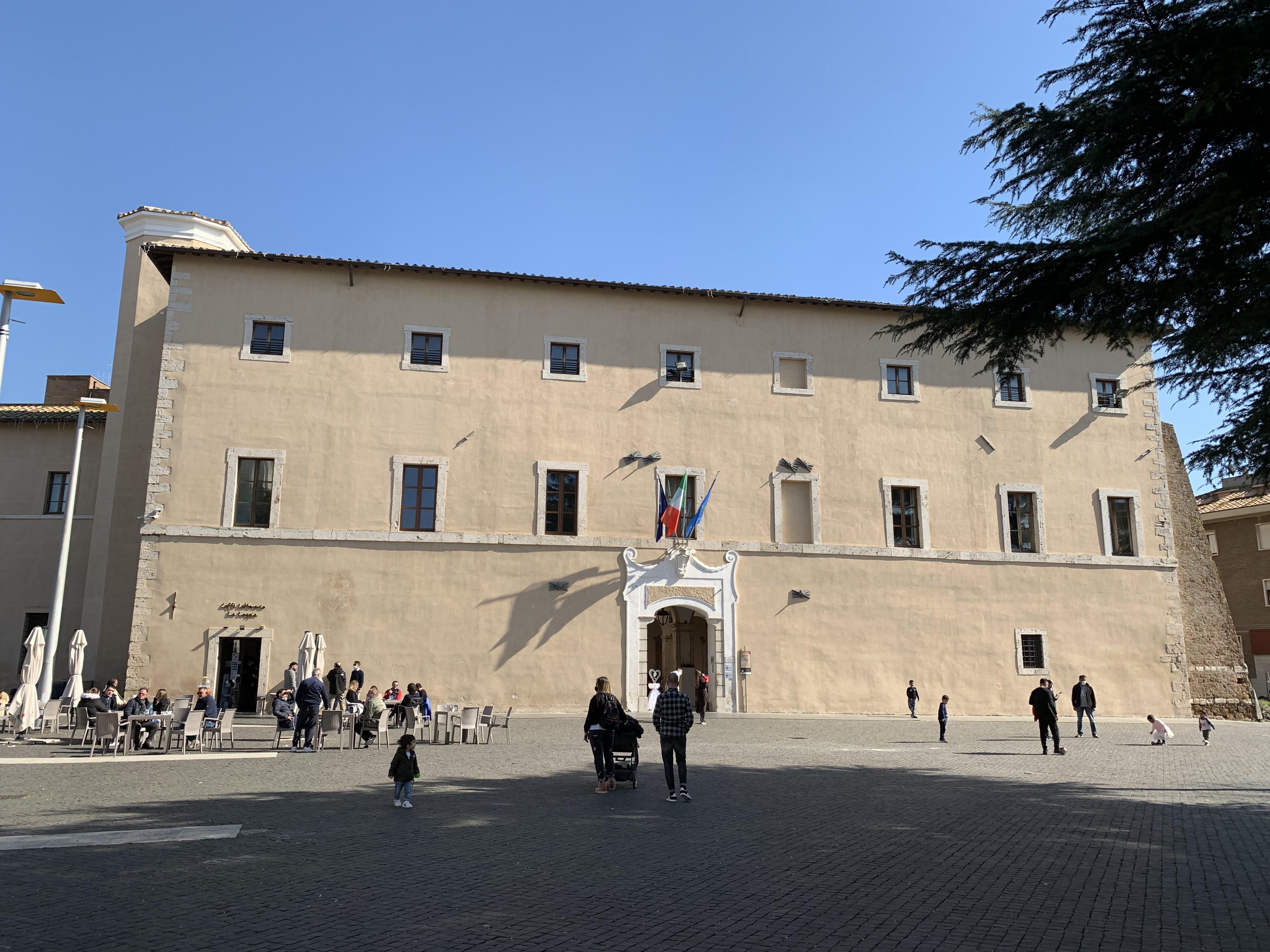
Palazzo Caetani, facciata su Piazza XIX Marzo

Sottoposto ad un delicato restauro negli anni novanta, il palazzo ha recuperato in parte l'antica bellezza, rivelando interessanti  affreschi tardo-rinascimentali.
Nel 2008 è iniziato un  intervento al piano nobile per eliminare ulteriori superfetazioni e incongruenze architettoniche, restituendo, tra l'altro, al cortile parte della sua antica eleganza.
Palazzo Caetani ospita ogni anno, numerosi eventi e manifestazioni culturali (mostre, presentazioni, convegni, concerti, esibizioni teatrali) soprattutto nella suggestiva cornice della sua caratteristica corte. È sede permanente della Biblioteca Comunale e un laboratorio della Facoltà d'Ingegneria dell'Università "La Sapienza" di Roma.
Tra gli eventi culturali più in vista, ospitati nelle sale e nella corte di Palazzo Caetani, vi è il Cisterna Film Festival Festival Internazionale del Cortometraggio, che si svolge ogni anno nel periodo luglio-agosto.
Nel Palazzo è allestita una  Pinacoteca Civica d'arte moderna e contemporanea, con opere di artisti locali e nazionali: Guido Bach, Lelia Caetani, Vittorio Maini, Luciano Mattanza, Giuseppe (Peppino) Quinto, Patrizio Veronese, ecc. Due sale sono dedicate al Museo dei Butteri e del Cavallo, dove si conservano documenti e materiali sulla vita nelle paludi pontine e sui butteri, nonché opere d'arte dedicate al cavallo (Aligi Sassu, Duilio Cambellotti, Mirella Bentivoglio fra gli autori).

## Sala Zuccari
Nota anche come "Sala del Vescovo"  era una delle sale di rappresentanza dei Caetani e gli affreschi sulle sue pareti sono stati attribuiti ai fratelli marchigiani Federico e Taddeo Zuccari. Gli affreschi rappresentano i possedimenti dei Caetani (Ninfa, Sermoneta, Circeo, il mare, la campagna) nonché uno spaccato delle paludi pontine nel XVIII secolo.

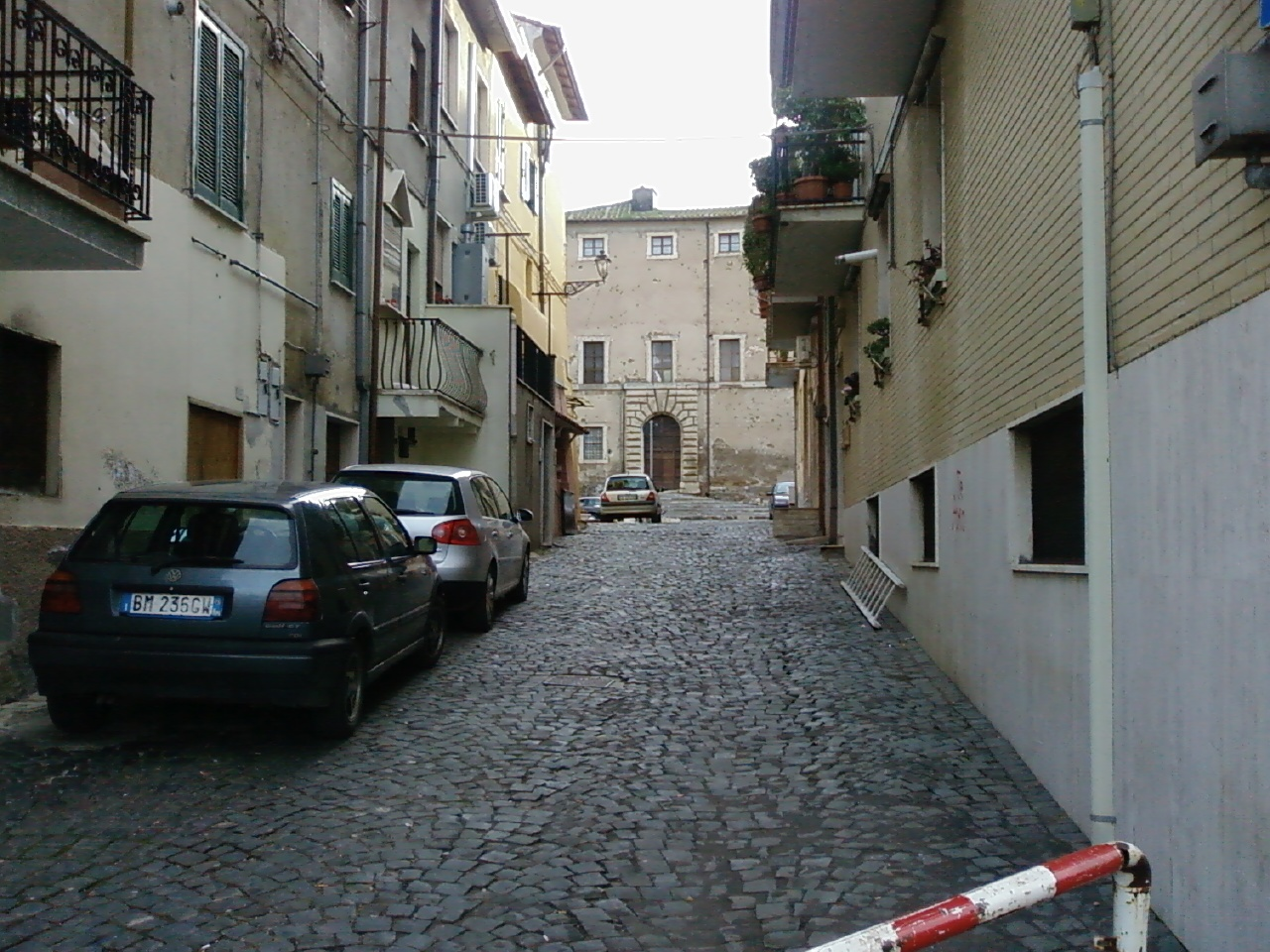
Palazzo Caetani visto da un vicolo di Cisterna Vecchia

## Sala della Loggia
La sala si apre su una suggestiva loggia che guarda in direzione Sermoneta ed è stata adornata con dipinti floreali risalenti al XVIII secolo. Sulla parete dirimpettaia alla loggia è stato raffigurato un tramonto sulla campagna, riproduzione di un panorama estivo che si poteva osservare dalla loggia.

## Grotte di Palazzo Caetani

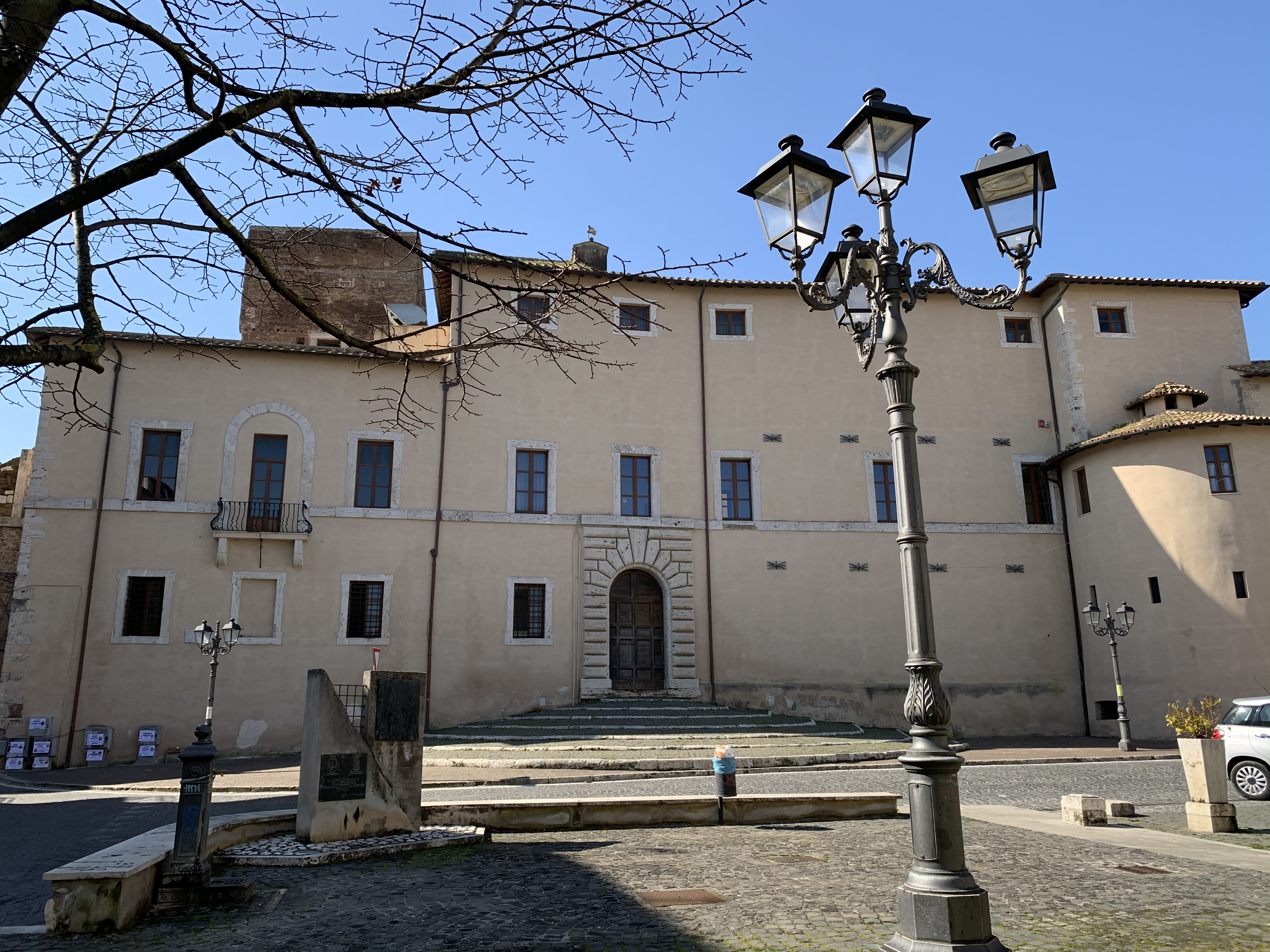
Palazzo Caetani, la facciata più antica

Le Grotte di Palazzo Caetani, costituiscono un complesso di grotte, cave e cunicoli sotterranei profondo fino a quindici metri, che si snodano sotto Palazzo Caetani e il centro storico dirette verso destinazioni sconosciute.
Resta ancora misterioso il motivo preciso per cui e da chi furono costruite le grotte. Una leggenda le fa risalire all'epoca romana, come parte delle antiche cisterne di Nerone che avrebbero dato il nome all'abitato. Gli scavi archeologici hanno confermato l'esistenza di catacombe sfruttate dall'antichissima comunità cristiana di Tres Tabernae
Molto più probabilmente sono una serie di antiche cave di tufo e pozzolana, scavate a partire dal Medioevo e impiegate fino al XVI secolo per ricavare il materiale necessario per costruire Palazzo Caetani e numerose case di Cisterna. L'esistenza di queste cavità sotterranee fu quindi sfruttata dai Caetani per la realizzazione di cantine per la conservazione del cibo e, forse, anche come camminamenti nascosti e passaggi segreti per fuggire in caso di pericolo.
Le grotte diventarono durante la seconda guerra mondiale, un rifugio sicuro per circa quattromila persone che qui si rifugiarono per sfuggire ai bombardamenti alleati.
Diversi tentativi sono stati effettuati per esplorare completamente le grotte. I bombardamenti prima e la ricostruzione poi hanno spezzato l'antica rete rendendo difficile capire dove effettivamente fossero dirette. Scavi di vario genere hanno permesso di scoprire l'esistenza di grotte sotto diverse abitazioni del centro storico (impiegate come cantine), lungo il fosso di Cisterna nell'area oggi interrata, e sotto l'ex convento di Sant'Antonio Abate, rendendo plausibile l'ipotesi che fossero impiegati come camminamenti segreti.
Oggi, una parte delle Grotte sono state restaurate e aperte al pubblico.